# Женская сборная Эстонии по хоккею с мячом
Женская сборная Эстонии по хоккею с мячом — национальная команда по хоккею с мячом, представляющая Эстонию в международных соревнованиях. Управляется Ассоциацией хоккея с мячом Эстонии.

## История
Женская сборная Эстонии участвует в чемпионатах мира по хоккею с мячом с 2018 года.
В 2018 году в Чэндэ эстонские хоккеистки заняли 7-е место среди 8 команд. На групповом этапе в группе «B», где играла четвёрка слабейших, они стартовали с первой в истории команды победы, выиграв у Швейцарии — 12:0. Первый мяч сборной Эстонии на чемпионатах мира забила Яника Раку. Затем эстонки проиграли Китаю — 0:5 и Финляндии — 0:9, а в матче за 7-8-е места снова победили швейцарок — 7:2.
В 2020 году в Осло сборная Эстонии вновь заняла 7-е место. В группе «B» она дважды победила Швейцарию — 10:2 и 7:2 и проиграла оба матча против Японии — 2:3 и 6:7. В матче за 7-8-е места эстонки снова выиграли у швейцарок — 9:0.

## Результаты выступлений

### Чемпионат мира
- 2018 — 7-е
- 2020 — 7-е
- 2022 — 7-е